# Сперхеј
Сперјех (грч. Σπερχειός) је у грчкој митологији био бог истоимене реке. Поштовали су га Малијци, древно грчко племе.

## Митологија
Родитељи су му вероватно Океан и Тетија. Са Полидором је према Хомеру и Аполодору имао сина Менестеја, а према Антонину, имао је сина Дриопа. Са Дејно је имао кћерке нимфе сперхеиде, међу којима и Диопатру. Приписују му се још нека деца; Лотида, Ејдотеја (или Идотеја) и Отреида (или Отрида).